# Morud
Morud er en by på det nordøstlige Fyn med 1.976 indbyggere  (2025), omkranset af skovene omkring den historiske herregård Langesø Slot. Morud ligger 6 km nordvest for bydelen Slukefter i Odense og 6 km nordøst for Fynske Motorvejs afkørsel 54 (Vissenbjerg). Morud hører til Nordfyns Kommune, Region Syddanmark.
Morud er den fjerdestørste by i Nordfyns Kommune efter Otterup, Bogense og Søndersø og den største by i Vigerslev Sogn. Sognet har to kirker, Vigerslev Kirke og Langesø Skovkapel. Præstegården ligger i Morud.
To sekundærruter krydser hinanden i en rundkørsel i Morud: nr. 303 (Rugårdsvej) og nr. 335 (Søndersøvej). Byen har flere regionale busforbindelser, og siden 2013 har Morud haft direkte bybusforbindelse til Odense.
I 2017 kom der cykelsti fra Morud til Søndersø, og i 2021 åbnede en cykelsti fra Morud til boligområdet Bredbjerg tæt på kommunegrænsen til Odense.

## Faciliteter
Havrehedskolen i Morud har 623 elever, fordelt på 0.-9. klassetrin. En del af de yngste elever går i afdelingerne i Veflinge, 5 km nordvest for Morud, og i Hårslev. Alle afdelinger har SFO og klub.
Morud Idrætsforening udbyder 17 idrætsgrene (2020) og er med sine 2.200 medlemmer kommunens største idrætsforening.
Aktiviteterne foregår i Langesøhallerne midt i Morud og på det omliggende kommunale idrætsanlæg, i Langesøskoven samt på foreningens egne anlæg: kunstgræsbanen, tennisbanerne og Morud Friluftsbad.
I Langesøhallerne drives også fitnesscenter og café, og Morud Forsamlingshus er byens kontor- og kulturfællesskab.
Området har et rigt foreningsliv. Morud Lokalråd blev stiftet i 2000 af 16 frivillige foreninger i Vigerslev Sogn og driver byens hjemmeside, morud.dk.
Morud har Dagli'Brugs med postekspedition, lægehus og to tankstationer, Shell og OK Benzin.
I Morud og omegn findes et varieret udbud af spisesteder og gårdbutikker. I den nordlige udkant af byen ligger Ditlevsdal, Europas største bisonfarm, der ud over restaurant og gårdbutik også rummer den lokale turistinformation. Stedet byder også på overnatningsmuligheder.
Morud Forsamlingshus har plads til 80 gæster.

## Historie
I 2021 fejrede Morud sit 600 års jubilæum. Stednavnet Morud nævnes første gang den 25. juni 1421, og som gårdnavn kan Morud spores helt tilbage til 1396. På samme tid – i 1415 – nævnes også herregården Langesø Slot for første gang. Slottets nuværende hovedbygning er dog noget yngre og er opført i 1775. Som by er Morud vokset op langs Rugaards Landevej (i dag kaldet Rugårdsvej), der stammer fra 1500-tallet og dermed er den ældste hovedvej på Fyn.
Med Nordvestfyenske Jernbane, Odense-Brenderup-Middelfart, (1911-1966) fik Morud sit nuværende centrum omkring Morud Handelshus, hvor Dagli’Brugsen ligger i dag. Efter 2. verdenskrig blev også forbindelsen mod nord og syd forbedret, da Søndersøvej blev anlagt gennem Morud.
Da Havrehedskolen blev bygget i 1955 som sognets centralskole, begyndte den store udbygning af boligområderne omkring Skovvej og senere Plantagevej. Siden årtusindskiftet er byen vokset kraftigt på østsiden af Søndersøvej omkring Frugthaven, og netop nu udvider Morud sig mod syd med en ny stor udstykning ved Åbakkevej.

## Morud og jernbanen (1911-1966)
Som stationsby på Nordvestfyenske Jernbane lå Morud i begyndelsen af 1900-tallet lige uden for det "læbælte", hvor Odense købstad havde monopol på handel indtil 1920. Så i Morud blomstrede handelen, og der blev efterhånden opført 5 private pakhuse ved stationen. Egnens bær- og frugtavlere opførte i 1941 en andels-frugtsamlecentral, der i 1948 blev suppleret med et pakhus til industrifrugt.
Stationsbygningen er bevaret på Centret 6. Banens tracé er bevaret gennem skoven fra Langesøvej til Idrætsvej, der ligesom vejen Centret er anlagt på banetracéet. Mellem Plantagevænget og Tokkerodvej er tracéet igen bevaret som sti, kaldet Banestien.
Mellem Morud og landsbyen Farstrup 3 km mod nord blev Farstrup Station anlagt på bar mark. Der kom aldrig bebyggelse omkring denne station, men 400 m syd for den var der i 1910 opført et savværk, som benyttede stationen og blev en god kunde hos banen. Savværket udviklede sig til møbelfabrikken Farstrup Furniture. Stationsbygningen i Farstrup er bevaret på Banevej 69 – denne vej er anlagt på banetracéet mellem Farstrup og Veflinge.
Farstrup Station kunne være blevet jernbaneknudepunkt, idet den store jernbanelov fra 1918 indeholdt en bane fra Farstrup via Søndersø til Næsby på Nordfyenske Jernbane. Den blev dog skrinlagt som de fleste andre projekter i denne lov.
Nordvestfyenske Jernbane, og dermed også jernbanestationen i Morud, blev nedlagt i 1966.